# Апеляційний суд Херсонської області
Апеляційний суд Херсонської області — колишній загальний суд апеляційної (другої) інстанції, розташований у місті Херсоні, юрисдикція якого поширювалася на Херсонську область.
Суд здійснював правосуддя до початку роботи Херсонського апеляційного суду, що відбулося 3 жовтня 2018 року.

## Керівництво
Голова суду — Коровайко Олександр Іванович
 Заступник голови суду — Заіченко Володимир Леонідович
 Заступник голови суду — Кузнєцова Олена Анатоліївна
 Керівник апарату — Костенніков Дмитро Вікторович.

## Показники діяльності у 2015 році
У 2015 році перебувало на розгляді 11658 справ і матеріалів (у тому числі 503 нерозглянутих на початок періоду). Розглянуто 11036 справ і матеріалів.
Кількість скасованих судових рішень — 274.
Середня кількість розглянутих справ на одного суддю — 197.